# Orden reservada
La real orden reservada era un documento alegal por el cual un monarca español ordenaba saltarse los procedimientos judiciales ordinarios y actuar directamente sobre una persona cualquiera, quien, de esta forma, quedaba desprovista de derecho alguno y en un limbo legal, sin que se le abra proceso ni tome declaración alguna y sin ser oído, sino encarcelado o asesinado sin que pueda juzgársele o saber siquiera cuál sea la acusación por la que ha sido encerrado; como tal fue uno de los procedimientos más característicos de la forma de gobierno denominada Absolutismo o Despotismo y ha sido también utilizada por las dictaduras y algunos servicios secretos de gobiernos democráticos (por ejemplo, la Patriot Act o el llamado terrorismo de Estado).
En el estado absolutista francés de los siglos XVI a XVIII el documento equivalente era la llamada lettre de cachet. Según el abate Augustin Barruel:

El solo vicio real que podía objetarse al gobierno francés considerado en sí mismo y el que solo sabia a despotismo y arbitrariedad era el uso de las órdenes reservadas del rey (lettres de cachet); órdenes ciertamente ilegales y que ninguna verdadera ley podía autorizar en un gobierno civil, pues por estas órdenes perdía un ciudadano su libertad sin ser oído, ni juzgado legalmente. No quiero excusar este abuso diciendo, lo que es muy cierto, que el ciudadano y el plebeyo no estaban expuestos a ellas, que por lo común no recaían sino sobre los intrigantes que rodeaban la corte o sobre los escritores sediciosos o sobre la alta magistratura en sus diferencias con los ministros, pero diré que el origen y conservación de estas órdenes reservadas no es lo que se cree comúnmente un efecto del despotismo de los reyes. Su verdadera causa estaba en el carácter moral y opinion de los mismos franceses [...] cuyo uso solicitaban ellos mismos. En efecto era tal la opinión o modo de pensar de las familias, aun de las menos distinguidas en Francia, que se tenían por deshonradas cuando se les castigaba pública y legalmente algún hijo, hermano o pariente cercano. De aquí se originaba que, para evitar este juicio legal, los parientes pedían al rey que mandase encerrar un mal vasallo cuya mala conducta recaía sobre la familia como era un disipador que la arruinaba, un delincuente que la infamaba o la exponía a una infamia, exponiéndose él a ser juzgado y castigado públicamente por los tribunales. Si había esperanza de enmienda, la orden era correccional y para tiempo limitado; pero, si el crimen era grave y verdaderamente infamatorio, el delincuente quedaba condenado a encierro perpetuo. No se ha de pensar que se diesen estas órdenes reservadas por una.simple demanda y sin ninguna información. Por lo ordinario después de presentado el pedimiento al rey, le remitía este al intendente de la provincia y este enviaba a un subdelegado para que se informase de los parientes, oyese los testigos y formase un proceso verbal de sus deposiciones. Sobre estos informes que se enviaban a los ministros, se concedía o negaba la orden reservada. Aunque estas órdenes reservadas no comprendiesen generalmente al vulgo, sin embargo no siempre rehusaba el rey concederlas á las clases inferiores...
Augustin Barruel, Memorias para servir a la historia del Jacobinismo, t. II, Perpiñán: J. Alzire, 1827, pp. 45-46.

Un uso semejante se dio en España a la orden reservada, pero se utilizó también para aprisionar sin proceso perpetuamente a disidentes o enemigos políticos, o a descendientes de rebeldes cuya mera existencia era peligrosa, como Fernando, hijo menor del inca insurrecto Tupac Amaru II, por ejemplo, durante el reinado de Carlos III.
- Datos: Q9052837